# Казарка плодовая
Каза́рка плодо́вая, или каза́рка (лат. Rhynchites bacchus) — мелкий жук из семейства трубковёртов. Считается вредителем плодово-ягодных культур, в частности сливы, абрикоса, яблони. Личинка развивается в недозрелых плодах.

## Ареал
Вид распространен на Кавказе, в Средней Азии, Алжире, Иране, в Средиземноморье, повсеместно в Западной и Восточной Европе до широты Курска.

## Описание
Жук длиной 4,5—6,5 мм без головотрубки, с головотрубкой — до 10 мм, золотисто-медно-красного или пурпурного или пурпурно-красного цвета с золотисто-зелёным блеском. Головотрубка, лапки и усики фиолетового цвета. Волоски, которые покрывают тело, наверху беловатые, внизу — темные. Точки бороздок на надкрыльях круглой формы. Промежутки между бороздками — слабо морщинистые. Усики прямые 11-члениковые с 3-члениковой булавой. Голени ног не зазубрены; задние бедра часто бывают утолщены.
Половой диморфизм — самки крупнее самцов, головотрубка у них прямая, обычно гораздо длиннее, чем у самцов.
Личинка белая, изогнутая, размером 6—9 миллиметров, с маленькой коричневой головой. Куколка жёлтовато-белая, размером 4—9 мм.

## Биология
Имаго питаются почками, листьями, завязью, выгрызая в последний узкие ямки. Самка откладывает яйца в плоды, достигшие размера лесного ореха. Яйца овальные, молочно-белые, с еле заметной желтизной, длиной 0,9—1,2 мм, шириной 0,6—0,8 мм. Самка прогрызает в плоде камеру глубиной 2—3 мм, на дно ее откладывает одно яйцо и надгрызает плод, от чего он загнивает и опадает. Развитие яйца длится 6—9 дней. Личинка развивается в загнившем плоде. Закончив питание, она углубляется в почву, где строит колыбельку и окукливается. Часть личинок остается до лета следующего года. Из личинок, что окуклились, осенью выходят жуки. Они появляются на деревьях и некоторое время питаются почками, затем прячутся на зимовку в трещины коры или под опавшие листья.

## Экология
Жуки начинают появляться на деревьях рано весной, когда среднесуточная температура выше +8 °C, массовое появление — за 5—7 дней до начала цветения яблони.